# Charidotella sexpunctata
Charidotella sexpunctata là một loài bọ rùa vàng có khả năng biến đổi hình dạng tùy vào môi trường bằng cách thay đổi hệ thống luân chuyển mạch trong cơ thể. Loài côn trùng này có kích cỡ vô cùng nhỏ bé, từ 5-7mm. Bọ rùa vàng còn có khả năng thay đổi màu sắc và hình dạng, từ vàng sang đỏ với các chấm đen. Đây là giống côn trùng phân bố rộng rãi ở Bắc Mỹ.